# Lawkland
Lawkland est une paroisse civile du Yorkshire du Nord, en Angleterre.